# ŠK Polet Buševec
ŠK Polet Buševec – chorwacki klub szachowy z siedzibą w Buševecu, mistrz kraju kobiet z 2018 roku.

## Historia
Klub został założony w 1962 roku. W 2008 roku zdobył wicemistrzostwo Chorwacji kobiet, kończąc rozgrywki Prvej ligi jedynie za Luciją Rijeka. W sezonie 2009 zespół zajął trzecie miejsce, a w 2012 ponownie wicemistrzostwo. Sezon 2015 Polet zakończył na trzeciej pozycji, a w latach 2016–2017 zajmował drugie miejsce w lidze. W sezonie 2018 klub zdobył mistrzostwo Chorwacji. W składzie drużyny znajdowały się wówczas m.in. Eva Repková i Mirjana Medić. W następnym sezonie zespół był trzeci w lidze. W 2021 roku klub zdobył wicemistrzostwo kraju, za Liburniją Rijeka. W latach 2023–2024 zajął trzecie miejsce w mistrzostwach Chorwacji.